# Edward Levy-Lawson, 1:e baron Burnham
Edward Levy-Lawson, 1:e baron Burnham, född 28 december 1833, död 9 januari 1916, var en engelsk tidningsägare. Han var far till Harry Levy-Lawson, 1:e viscount Burnham.
Levy-Lawson inträdde 1855 i den samma år grundade och av fadern inköpta dagstidningen The Daily Telegraph, vars ledare han blev från 1888. Burnham var en av föregångarna i skapandet av den moderna tidningspressen. Politiskt stod han nära William Ewart Gladstone. Levy-Lawson blev 1893 baronet och 1903 peer (som baron Burnham).